# Sitio de Valencia (siglo XIII)
El papa Gregorio IX otorgó para la conquista de Valencia una bula de cruzada en 1237, esto suponía que colaborarían fuerzas militares de otros lugares de Europa.

## Las fechas previas

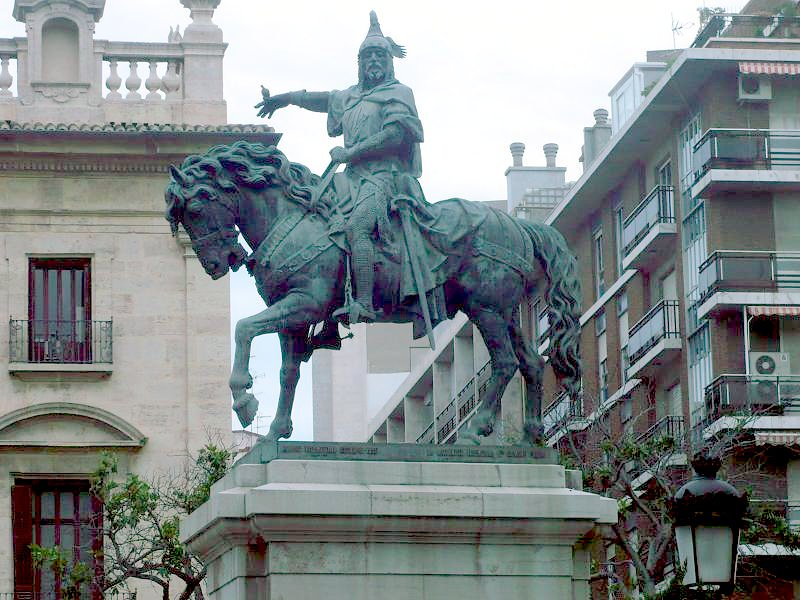
Jaime I.

La conquista del Reino de Valencia fue propiciada por las ansias de los nobles aragoneses de ampliar sus dominios hacia las ricas tierras valencianas.
En 1232 se encontraba Jaime I en Alcañiz con Blasco de Alagón y el maestre del Hospital, estos convencieron al rey de las bondades de conquistar Valencia:

E don Blasco…dix... que yo senyor he.stat en la ciutat de Valencia, be dos anys e pus quant vos me gitas de vostra terra; e no ha huy deu tan deleytos logar com es la ciutat de Valencia e tot aquell regne...

Nuch de Follalquer, maestre de l´orde del Hospital diu que “…axi ho dien tots aquells que han stat en lo regne de Valencia e fama pública es...... e era ab nos...Pero Lopeç de Pomar que havia stat per missatgeria nostra a alcayt de Xativa.

Durante 1237 Jaime I de Aragón desarrolló una acción propagandística por tierras catalanas y aragonesas, decidiendo trasladarse a final de dicho año al lugar conocido como Puig de la Cebolla, luego de Santa María, un pueblecito fundado por el Cid junto a un antiguo castillo musulmán, en una pequeña montaña desde la que se controlaba perfectamente el entorno de Valencia, convocando a los caballeros para que en Pascua, el 4 de abril de 1238 estuviesen todos allí.
Los resultados de la citada campaña propagandística de Jaume I, son difíciles de valorar y solo será factible, con una edición correcta del Llibre del Repartiment. Según algunas fuentes, parece que no consiguió su objetivo, llegando el caso que los nobles catalanes le habían propuesto abandonar Burriana y posteriormente los aragoneses que abandonase el Puig y aplazase la lucha contra Valencia.
La documentación y la Crónica nos dan una idea de como actuó Jaime I en los meses previos a la conquista. Desde Teruel se desplazó al Puig pasando por Sagunto, permaneció unos 3 meses regresando a sus dominios para conseguir más fuerzas, Burriana, Tortosa, Tarragona, Lérida y Huesca regresando desde allí pasando por Daroca, Teruel y Sarrión.
Así tras su última llegada al Puig antes de iniciar el sitio encontró espíritu de abandono, y decaimiento, entonces hizo promesa de no alejarse de las tierras de Valencia  hasta haber conquistado la ciudad, capital del Reino. 
Estando en el Puig recibió Jaime I a un mensajero del rey Zayyan para ofrecerle firmar un pacto de paz a cambio de entregarle los castillos que estaban entre el río Guadalaviar, Tortosa y Teruel, un palacio en la Zaydia (Valencia extramuros) y diez mil besantes de renta, a lo que el rey no accedió.
Por esas fechas se le rindieron las poblaciones de Almenara, Uxo, Nules y Castro y el 7 de abril se entregaron Paterna y Bulla.
Al llegar la Pascua, el 4 de abril de 1238, terminó el plazo otorgado por el rey para que sus nobles acudieran al Puig e iniciar el asedio de Valencia, pero tenía poca gente a su alrededor según la crónica. El maestre del Hospital, y un comendador del Temple (con 30 caballeros) el comendador de Alcañiz y el de Calatrava, de los nobles solo estaban el catalán Guillem de Agulló y los aragoneses Rodrigo de Lizana y don Jiménez Pérez de Tarazona. En total de 120 o 140 caballeros de linaje, unos 150 almogávares (tropas de élite aragonesas de las montañas de Aragón) y unos mil hombres de a pie. 
Con estos pocos combatientes, Jaime I  se dispuso a sitiar Valencia. La fecha la encontramos en distintos los documentos. EL 22 de abril de 1238 otorgaba unas tierras y databa “Podio Sancta Marie” El día 26 databa otra donación “in obsidione valencie” La fecha exacta la transmite un historiador valenciano musulmán que vivió y narró lo sucedido, Ibn-al-Abbar que nació en le grao y fue secretario primero del rey Abu Zeit (penúltimo rey musulmán de Valencia, bautizado como Vicente) y luego de Zayyan. 
Señala que el cerco de Valencia comenzó el día 5 del ramadán de la Hégira 635, jueves que corresponde al 22 de abril de 1238.
Al asedio fueron llegando el comendador de Aliaga (Teruel), el aragonés Lope Jiménez de Luesia, el arzobispo de Narbona y algunos otros caballeros de Aragón y Cataluña que no nombra, citando posteriormente algunos de Barcelona. La crónica cita a los aragoneses Pedro Fernández de Azagra y Jimeno de Urrea, Fernando Pérez de Pina, Fernando de Ahones, una caravana de Tortosa, el aragonés Pedro Cornel y el catalán Ramón Berenguer de Ager.
Tras arduas negociaciones, el 28 de septiembre de 1238, en Ruzafa, se firmó la capitulación.
La táctica utilizada fue la misma que había utilizado el Cid siglos antes, ir conquistando las distintas fortalezas, torres o pueblos que rodeaban la ciudad e impedir el suministro de alimentos para que la ciudad fuera debilitándose poco a poco. Estas fortalezas, torres o pequeños castillos formaban parte del sistema defensivo de Valencia y cuando tropas hostiles se acercaban, la ciudad era avisada rápidamente por señales de humo. Todo esto convenció la rey de la necesidad de ir desmantelando previamente el complejo.

## La batalla del Puig

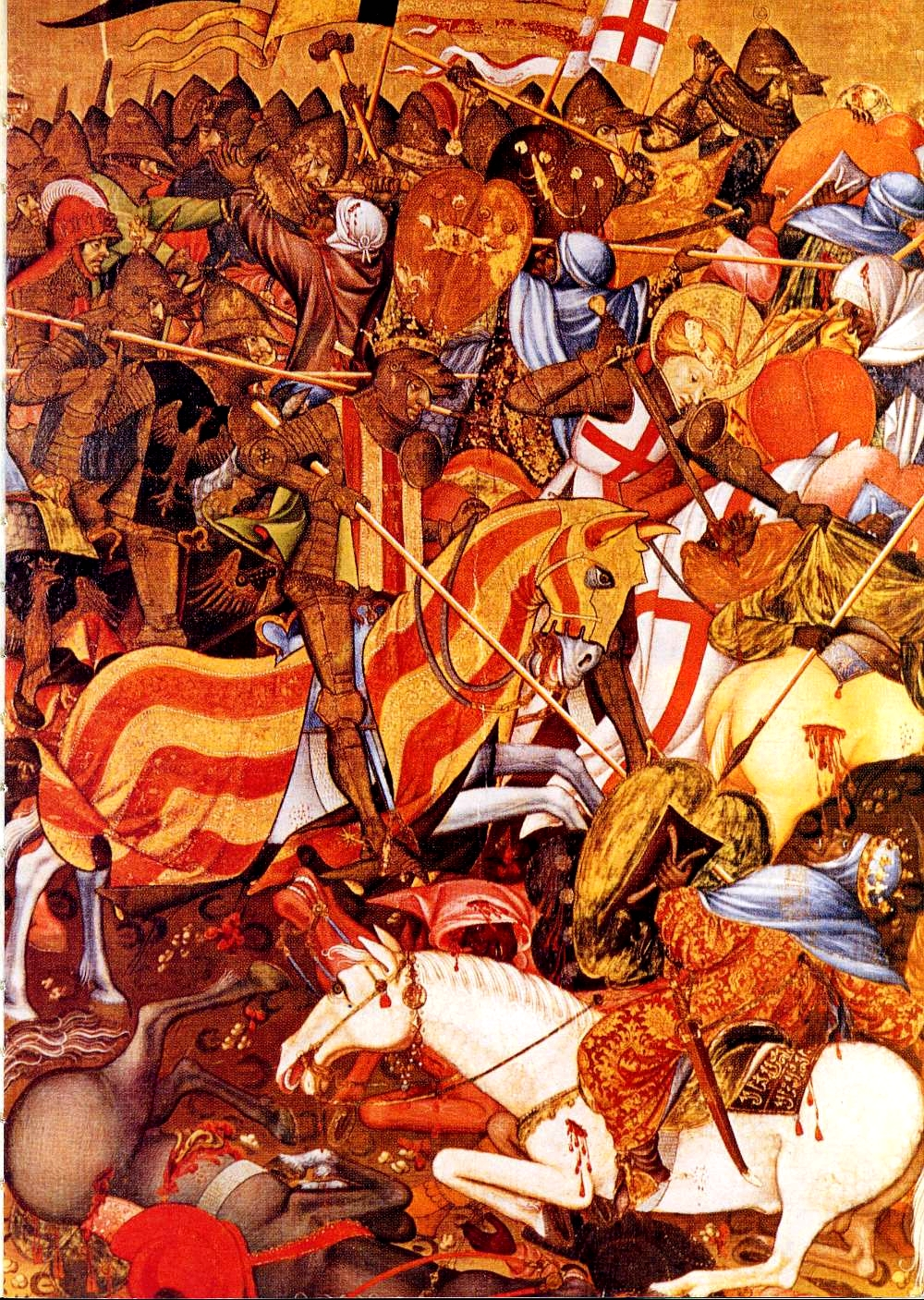
Imagen de Jaime I con los colores del rey de Aragón. San Jorge, en segundo plano, ostenta la Cruz de San Jorge, emblema de la caballería.

La conocida como batalla del Puig, tradicionalmente se ha entendido que se desarrolló en el entorno de la citada población, si bien los estudios del profesor Antonio Ubieto Arteta contrastando la Crónica, escritos musulmanes y fechas de fallecimiento de algunos de los que intervinieron la ubica en las cuestas de la sierra de Irta, cerca de Peñiscola. En un lugar u otro, lo realmente significativo fue la derrota musulmana y sus consecuencias. 
La fecha de esta batalla clave en la que no participó el rey, fue el 20 de agosto de 1237 según Ubieto.
Se realizara o no en el entorno del Puig, no se pueden ignorar algunas referencias, Burriana conquistada el 15 de julio de 1233, podría considerarse como la pieza fundamental, pues servía de lugar de apoyo logístico y por su situación en la plana un lugar estratégico en la retaguardia, y el Puig de Santa María, fue el lugar elegido para dar el último paso, la cabeza de puente necesaria para sitiar Valencia.
Llegaron los cristianos al Puig en 1237 y tras fortificar el viejo castillo moro, el rey dejó una guarnición a cargo de su tío Guillem d'Entença, formada principalmente por almogávares, hospitalarios y templarios tras cerciorarse de la necesidad de contar con más fuerzas. Por ello, regresó a Aragón para reclutar a las tropas suficientes.
Mientras el rey se encontraba en tierras aragonesas, se enteró el rey moro Zayyan de la ausencia del monarca  y decidió presentar batalla, tratando de evitar el hostigamiento cristiano.
Zayyan ayudado de sus parientes de Alcira y Játiva, organizó un ejército que según las crónicas llegaba a 600 jinetes y 11.000 peones. Vista la desproporción de fuerzas, los cristianos, decidieron salir a campo abierto a dar batalla, derrotando a ese ejército musulmán. Persiguiendo a los supervivientes hasta el conocido como río Seco. Esta derrota causó estragos en la moral de los defensores que ya no volvieron a enfrentarse abiertamente a los cristianos.

Paraos ante los despojos ilustres y nobles, que puntas de las lanzas y las hojas de los sables desgarraron en jirones

Que Allah riegue los cadáveres que han quedado sobre las laderas de Ainsa, con abundantes aguaceros, derramados por pesadas nubes. Su pundonor les valió su perdición aquel jueves, al mismo tiempo que sus cargas repetidas sobre el campo de batalla donde se apretaban los combatientes. Digamos adiós a este bajo mundo, ahora que ya no reluce allí el rostro de Sulaiman Musa Salim

Estando Jaime I en Huesca fue informado de la batalla por Guilém de Sales.
Regresó Jaime I al Puig a finales de 1237 o enero de 1238, medio año después de los acontecimientos.

## El campamento en Ruzafa y el asedio

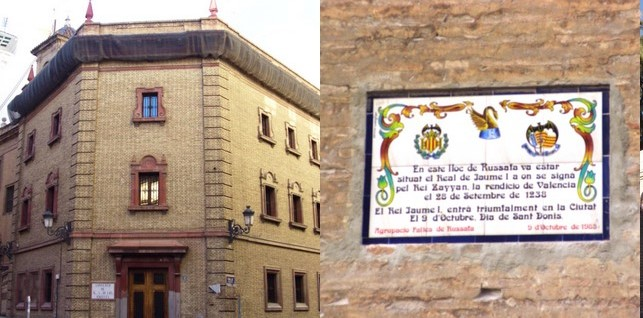
Mosaico que recuerda el lugar donde se instaló el real para la conquista de la ciudad, en el actual barrio de Ruzafa.

Cruzó el rey el Guadalaviar, nombre que recibía el Turia, por la marjal del Grao con las pocas tropas que disponía, acampando con sus tiendas y desplegando sus banderas en unas alquerías que había a mitad de camino entre Valencia y el Grao, según los datos, bien podría ser donde se ubica actualmente la Ciudad de las Artes y las Ciencias. Allí decidieron esperan que se les fueran sumando más caballeros.
Al siguiente día, los Almogávares fueron a tomar Ruzafa, capturando a los sarracenos que había,  es en Ruzafa donde el rey instalará el cuartel general gracias a la situación estratégica del lugar que permitía controlar la salida de tropas sarracenas de la ciudad, pues las puertas más próximas, Boatella y Xerea estaban bastante distantes entre sí y permitían disponer del tiempo necesario para organizarse. La bandera del rey se colocó en un pequeño montículo donde actualmente se encuentra el Monasterio de Nuestra Señora de los Ángeles, en la calle general Prim.
Hoy se puede leer una lápida con la siguiente inscripción, se:

En este lloc de Russafa va estar situat el Real de Jaume I a on se signá pel Rei Zayyan la rendició de Valencia el 28 de Setembre de 1238. El Rei en Jaume I entrà triumfalment en la Ciutat el 9 de octubre, Día de Sant Donís

Si bien algunas fuentes ubican el lugar en las proximidades de la actual estación central del tren.
Las negociaciones para la capitulación tuvieron lugar en el Real y participaron el rey En Jaume, su esposa Na Violant, un traductor y el sobrino de Zayyan,  Abú-l-Hamlek.
Las tropas de Jaime I se incrementaban día a día gracias a que se trataba de una cruzada y, gentes de toda Europa acudían a Valencia. Aragoneses, catalanes, navarros, occitanos, italianos, ingleses, alemanes y hasta húngaros, atraídos por el privilegio de cruzada y las expectativas de botín incrementaban las fuerzas cristianas.
Mientras los sarracenos al mando del rey Zayyan, no pudieron recibir la ayuda que venía del sultán de  Túnez.
La situación se volvía cada vez más complicada para los sitiados.

## Escaramuzas
Durante los 5 meses de asedio fueron pocos los enfrentamientos entre ambos bandos, pues Zayyan optó por encerrarse en la ciudad a resguardo de las murallas. Pero podemos destacar alguna.
- Intento de abrir una brecha en la barbacana. Cubiertos con distintos artefactos de madera, los cristianos hicieron un pequeño boquete, si bien carecía de otro valor que no fuera psicológico pues era estrecho y no podía acceder nadie por él.

- Ataque a la torre de la Boatella. Esta torre se encontraba separada de la muralla, como posición avanzada de defensa. tras un primer intento fallido de asaltarla, acudió el rey con 200 caballeros y todos los ballesteros disponibles. Prendieron fuego a la torre y los 10 defensores, viendo el fuego, intentaron entregarse, rechazándolo los atacantes, por lo que murieron abrasados.

- Se registraron distintos duelos entre sitiados y sitiadores, algún caballero retaba a los contrincantes saliendo de la muralla fuertemente armado y si alguien aceptaba con la autorización del rey, se entablaba el combate. Cuando uno de los dos moría o caía herido se daba por finalizado, regresando uno a sus filas y siendo recogido el otro por sus compañeros.

- En estos combates ambos bandos guardaban una distancia de seguridad para no ser abatidos, si bien en uno de ellos, el rey se acercó demasiado a las murallas y fue saeteado en la frente por un ballestero, sin mayores consecuencias que una cicatriz de por vida y varios días de reposo en su tienda.

## La capitulación
Las negociaciones las llevaron directamente el rey Jaime y su mujer Violante de Hungría con el sobrino del rey Zayyan, el citado Abu-l-Hamlek. Fueron necesarias dos reuniones para alcanzar el acuerdo verbal.
La noticia fue mal recibida en las filas cristianas, pues interesaba entrar al asalto para poder conseguir botín.
Abu-L-Hamlek pactó con Jaime I que, como prueba de que su tío aceptaba las condiciones, izarían una bandera del rey aragonés en la torre de Ali Bufat. Cuentan las crónicas que cuando eso sucedió, el rey bajó del caballo y llorando besó la tierra.
La capitulación se firmó el 29 de septiembre, unas fuentes dicen que en Ruzafa, otras que en Walaya, un lugar en el entorno de la actual plaza del Ayuntamiento. Lo sucedido lo cuenta el cronista valenciano Ibn al-Abar:

Valencia cayó por segunda vez después del sitio a que la sometió el tirano Yaqmu al-Barsaluny, desde el jueves 5 del mes del Ramadán (21 de abril de 1238), hasta el martes 17 de safar (29 de septiembre). Tal día Abu Yumail Zayyan ibn Mufadaibn Yussuf ibn Sad Judami, salió de la ciudad de la que entonces era rey, delante de sus familiares y altos cargos de la administración y por delante de los jefes de su ejército. Salió de Ruzafa (Jaime I) donde estaba acampado desde el principio del sitio y se encontraron las dos autoridades en la Walaya. estipularon que el tirano dejaría el territorio en paz durante 20 días para que en ese tiempo las gentes pudieran trasladarse con sus bienes y efectos. Yo presencié todo aquello y firmé el acta de capitulación por parte de Abu Yumail

Se dieron casos de asaltos pero fueron castigados por el Jaime I con penas de muerte algunos cristianos.
Gran parte de la población se quedó en sus casas como era costumbre, marchando una minoría, siendo prueba de ello la expulsión de los moriscos llevada a término siglos después, y que causó estragos y despoblación en gran parte del Reino de Valencia.
El 9 de octubre entró el rey en la ciudad y se celebró la primera misa donde actualmente se encuentra la Catedral de Valencia, existiendo una capilla que lo recuerda.